# 예르마한 이브라이모프
예르마한 사기예비치 이브라이모프(카자흐어: Ермахан Сағиұлы Ыбрайымов 에르마한 사기울르 으바라이으모프, 러시아어: Ермахан Сагиевич Ибраимов, 1972년 1월 1일~)는 카자흐스탄의 권투 선수이다. 1996년 하계 올림픽 라이트미들급 동메달과 2000년 하계 올림픽 라이트헤비급 금메달을 획득하였으며, 세계 선수권 대회에서 은메달 1개, 동메달 1개, 아시안 게임에서 금메달 1개를 획득하였다. 